# Gruppo Universitario Fascista Agrigento 1940-1941
Il Gruppo Universitario Fascista Agrigento 1940-1941 ha disputato il campionato di Serie B per la sua unica stagione.

## Verdetti stagionali
- Serie B: (6 partite)

Girone IV: 4º su 5 squadre (0-6).

## Roster
| GUF Agrigento | GUF Agrigento |
| Giocatori     | Staff tecnico |
| ------------- | ------------- |

| N. | Naz.              | Ruolo | Nome                | Anno | Alt. | Peso |  |
| -- | ----------------- | ----- | ------------------- | ---- | ---- | ---- |  |
|    | Italia (bandiera) |       | Accurso             |      |      |      |  |
|    | Italia (bandiera) |       | Azzarello I         |      |      |      |  |
|    | Italia (bandiera) |       | Manlio Azzarello II |      |      |      |  |
|    | Italia (bandiera) |       | Santi Azzarello III |      |      |      |  |
|    | Italia (bandiera) |       | Balletti            |      |      |      |  |
|    | Italia (bandiera) |       | Francesco Butticè   |      |      |      |  |
|    | Italia (bandiera) |       | A. Diana            |      |      |      |  |
|    | Italia (bandiera) |       | D. Gareffa          |      |      |      |  |
|    | Italia (bandiera) |       | S. La Rocca         |      |      |      |  |
|    | Italia (bandiera) |       | Oreste Messina      |      |      |      |  |
|    | Italia (bandiera) |       | Pagano              |      |      |      |  |
|    | Italia (bandiera) |       | A. Rizzo Pinna      |      |      |      |  |
|    | Italia (bandiera) |       | Mario Salemi III    |      |      |      |  |

| Allenatore                                                     |
| - Nessuno                                                      |
| Assistente/i                                                   |
| - Nessuno Legenda - (C) Capitano - (IN) Inattivo - Infortunato |

## Statistiche
| Nome             | Gare | Punti | Media |
| ---------------- | ---- | ----- | ----- |
| Accurso          | 3    | 1     | 0,33  |
| Azzarello I      | 2    | 0     | 0,00  |
| Azzarello M. II  | 3    | 6     | 2,00  |
| Azzarello S. III | 2    | 6     | 3,00  |
| Balletti         | 4    | 4     | 1,00  |
| Butticè          | 2    | 10    | 5,00  |
| Diana            | 3    | 0     | 0,00  |
| Gareffa          | 3    | 2     | 0,67  |
| La Rocca         | 1    | 2     | 2,00  |
| Messina          | 4    | 3     | 0,75  |
| Pagano           | 2    | 5     | 2,50  |
| Rizzo Pinna      | 1    | 0     | 0,00  |
| Salemi           | 2    | 1     | 0,50  |